# Akademickie Mistrzostwa Polski w koszykówce kobiet
Akademickie Mistrzostwa Polski w koszykówce kobiet – rozgrywki koszykarskie, prowadzone cyklicznie - corocznie lub co sezonowo, mające na celu wyłonienie najlepszej żeńskiej - akademickiej drużyny koszykarskiej w Polsce, w ramach Akademickich Mistrzostw Polski.

## Medaliści
(do uzupełnienia)
| Sezon |                        |                        |                                      | 4. miejsce           | MVP                     |
| 2009  | AWF Kraków             | Politechnika Łódzka    | AWF Katowice                         | UAM Poznań           |                         |
| 2010  | UAM Poznań             | WSG Bydgoszcz          | AJD Częstochowa                      | UEK Kraków           |                         |
| 2011  | UAM Poznań             | Uniwersytet Warszawski | Uniwersytet Rzeszowski               | AJD Częstochowa      |                         |
| 2012  | PWSZ Konin             | UAM Poznań             | Uniwersytet Warszawski               | UWM Olsztyn          |                         |
| 2013  | UAM Poznań             | PWSZ Konin             | UEK Kraków                           | AWF Katowice         |                         |
| 2014  | Uniwersytet Warszawski | UMCS Lublin            | UAM Poznań                           | Uniwersytet Łódzki   |                         |
| 2015  | UAM Poznań             | Uniwersytet Warszawski | ALK Warszawa                         | Politechnika Gdańska |                         |
| 2016  | UMCS Lublin            | Uniwersytet Gdański    | Uniwersytet Warszawski               | Politechnika Gdańska |                         |
| 2017  | Uniwersytet Warszawski | Politechnika Kraków    | Uniwersytet Gdański                  | UMCS Lublin          |                         |
| 2018  | Politechnika Gdańska   | Uniwersytet Warszawski | Politechnika Kraków                  | UMCS Lublin          | Paulina Szymańska (PG)  |
| 2019  | Politechnika Gdańska   | Uniwersytet Warszawski | Akademia Leona Koźmińskiego Warszawa | UAM Poznań           | Agnieszka Haryńska (PG) |